# Castillo Iga Ueno
El Castillo Iga Ueno (伊賀上野城 iga ueno-jō?), también conocido como Castillo Ueno y Castillo Hakuho es un castillo japonés localizado en Iga, prefectura de Mie, Japón.

## Historia
La construcción del Castillo Iga Ueno comenzó en 1585 por órdenes de Takigawa Katsutoshi, sin embargo, el honmaru y el tenshu fueron construidos por su sucesor, Tsutsui Sadatsugu. El sucesor de Sadatsugu, Tōdō Takatora, mandó a construir muros de 30 metros de alto las cuales eran la más altas de todo Japón, récord que aún conserva. Después de que la amenaza de las rebeliones pasó, ya no fue visto como una fortificación importante por lo que no fue reconstruido sino hasta que el tenshu se cayó en 1612 a causa de fuertes vientos.
En 1935 el tenshu del castillo Iga Ueno fue reconstruido en madera. El sitio al día de hoy aloja un museo que cuenta con una colección de artefactos relacionados con la historia del lugar.
El castillo es considerado Sitio Histórico Nacional.